# Jin’ya Nishikata
Jin’ya Nishikata (jap. 西方 仁也, Nishikata Jin’ya; * 4. Dezember 1968 in Nozawa Onsen) ist ein ehemaliger japanischer Skispringer.

## Werdegang
Seinen ersten Weltcup-Einsatz hatte Nishikata 1988 bei der Vierschanzentournee. Er konnte sich aber bei allen vier Wettkämpfen nicht für den Hauptwettkampf der besten 50 Springer qualifizieren. Auf seinen nächsten Einsatz im Weltcup musste er dann 5 Jahre warten. Erst in der Saison 1992/93 gehörte er wieder zur japanischen Weltcup-Mannschaft. Er konnte sich gleich zu Saisonauftakt bei den Springen in Falun und Ruhpolding in den Top Ten platzieren, diese Leistung aber im Laufe der Saison nicht bestätigen. Dies gelang ihm allerdings in der darauffolgenden Saison. Beim Weltcup in Courchevel belegte Nishikata hinter Andreas Goldberger den zweiten Rang. Im heimischen Sapporo konnte er mit Platz drei einen weiteren Podiumsplatz erkämpfen. Insgesamt konnte er sich in der Saison achtmal unter den ersten zehn platzieren und belegte im Gesamtweltcup den achten Rang. Bei den Olympischen Winterspielen 1994 in Lillehammer gewann er mit der japanischen Mannschaft Silber hinter der deutschen Mannschaft. In den Einzelwettbewerben belegte er jeweils den achten Platz.
Zur Saison 1994/95 begann Nishikata die Saison mit schlechten Resultaten, konnte sich aber im Laufe des Winters steigern. Bei den Nordischen Skiweltmeisterschaften 1995 in Thunder Bay gewann er mit dem Team die Bronzemedaille. Von der Normalschanze konnte er den siebten Platz belegen. 1996 erreichte er beim Saisonauftakt in Lillehammer den zweiten Platz hinter Janne Ahonen. In Engelberg konnte er dieses Ergebnis wiederholen. In jenem Jahr erzielte er mit Rang acht auch sein bestes Ergebnis bei der Vierschanzentournee. Bei der Skiflug-Weltmeisterschaft in Bad Mitterndorf belegte er den zehnten Rang.
In den darauffolgenden Jahren konnte er diese Leistungen nicht mehr bestätigen und wurde nur noch selten im Weltcup eingesetzt. Am 28. Januar 2001 bestritt er beim Weltcup in Sapporo seinen letzten Wettkampf.

## Erfolge

### Medaillen
Olympische Spiele
- 1 × Silber (1994 Großschanze Team)

Weltmeisterschaften
- 1 × Bronze (1995 Großschanze Team)

Universiade
- 1 × Gold (1991 Normalschanze Team)

### Weltcupsiege im Team
| Nr. | Datum        | Ort   | Typ         |
| --- | ------------ | ----- | ----------- |
| 1.  | 2. März 1996 | Lahti | Großschanze |

### Continental-Cup-Siege im Einzel
| Nr. | Datum           | Ort      | Typ           |
| --- | --------------- | -------- | ------------- |
| 1.  | 11. März 1998   | Yamagata | Normalschanze |
| 2.  | 15. Januar 1999 | Sapporo  | Normalschanze |
| 3.  | 16. Januar 1999 | Sapporo  | Großschanze   |
| 4.  | 9. März 2000    | Yamagata | Normalschanze |
| 5.  | 14. März 2001   | Yamagata | Normalschanze |

## Statistik

### Weltcup-Platzierungen
| Saison  | Platz | Punkte |
| ------- | ----- | ------ |
| 1986/87 | 63.   | 005    |
| 1992/93 | 32.   | 019    |
| 1993/94 | 08.   | 482    |
| 1994/95 | 25.   | 171    |
| 1995/96 | 12.   | 623    |
| 1998/99 | 91.   | 005    |